# Altopiano dell'alta Kolyma
L'Altopiano dell'alta Kolyma (in russo Верхнеколымское нагорье?, Verchnekolymskoe nagor'e) è un'area montuosa dell'oblast di Magadan, nella Russia siberiana orientale. Si trova nel corso superiore del fiume Kolyma, tra le catene dei Tas-Kystabyt (a ovest), l'altopiano della Nera (a nord) e gli speroni meridionali dei monti Čerskij.

## Descrizione
L'altopiano comprende piccoli massicci a forma di cupola e brevi creste piatte con altezze predominanti di 1300-2000 metri. È attraversato dal fiume Ajan-Jurjach e dal suo affluente Bërëlëch (tributario dell'Ajan-Jurjach). Lungo le valli fluviali e sui dolci pendii crescono boschi di larici e boschetti di pino nano siberiano, ad un'altitudine di 1200-1800 metri, predomina la tundra montana arbustiva.
L'altopiano è composto da arenarie, scisti e intrusioni granitiche dei periodi Permiano e Triassico. Sono presenti giacimenti di oro, stagno e metalli rari, oltre a sorgenti minerali.
La strada R504 «Kolyma» attraversa la parte meridionale dell'altopiano e passa dalla città più grande del territorio: Susuman.